# На последнем берегу (фильм, 2000)
«На последнем берегу» (англ. On the Beach — букв. «На берегу») — двухсерийный постапокалиптический телевизионный фильм 2000 года, выпущенный совместно Австралией и США. Является ремейком фильма «На берегу» 1959 года, снятого по мотивам одноимённого романа Невила Шюта. Главные роли исполнили Арманд Ассанте, Брайан Браун, Грант Боулер
и Рэйчел Уорд. Режиссёром выступил австралиец Рассел Малкэхи.
Фильм повествует о событиях, развернувшихся в недалёком будущем после ядерной войны.

## Сюжет

### Первая серия
В недалёком будущем, в 2006 году, коммунистический Китай предпринимает попытку силой вернуть Тайвань в состав государства. США вмешиваются в конфликт. Ни одна из сторон не нашла в себе сил пойти на уступки, и мир погрузился в хаос ядерной войны.
В толще вод Тихого океана на юг движется американская подводная лодка «Чарльстон». Есть надежда, что пассаты задержали всю радиацию в Северном полушарии, и капитан Дуайт Тауэрс (Арманд Ассанте) готовится отправить на поверхность зонд, чтобы проверить это. Весь экипаж с нетерпением ожидает результатов. Замеры показывают, что фон стабилизировался и составляет 23 рада, это хорошая новость для моряков, потому что теперь они могут всплыть на поверхность и вдохнуть свежего воздуха. Но радоваться приходится недолго, радист сообщает, что в Сингапуре, с которым он поддерживал связь в последнее время, люди умирают от лучевой болезни. Радиация пересекла экватор.
Моряки знают, что Австралия совершенно не пострадала от радиации. Командование ВМС Австралии просит подводников снять с острова некоего человека (Брайан Браун) и немедленно доставить его в Мельбурн. Доктор Джулиан Осборн — известный учёный, который смоделировал развитие радиационной обстановки на планете после войны. Он твёрдо уверен, что рано или поздно радиация будет повсюду, поэтому предпочёл остаться и умереть на тропическом острове. Однако его помощь очень нужна австралийским властям. Вопреки желанию Осборна американские подводники силой увозят его с острова.
Тем временем потоки беженцев из северных районов Австралии устремляются на юг, спасаясь от ползущей с севера радиации. Страна постепенно погружается в хаос и анархию. В крупных городах не хватает продовольствия, практически весь транспорт стоит, поскольку запасы нефти почти исчерпаны. Властям все труднее поддерживать порядок на улицах. Пожары и грабежи среди белого дня входят в норму.
Сразу по прибытии в Мельбурн капитана Тауэрса и доктора Осборна вызывают в штаб ВМС. По мнению авторитетного учёного профессора Алана Нордстрома, далеко на севере за 60-й параллелью уровень радиации должен быть ниже, чем где-либо. «Чарльстон» как самая быстрая из имеющихся лодок должна отправиться на разведку. Лично знакомый с профессором Осборн высмеивает его теорию и отказывается отправиться в плавание в качестве эксперта.
Пока «Чарльстон» готовят к походу, лейтенант Питер Холмс (Грант Боулер), назначенный на подлодку в качестве представителя австралийского правительства, приглашает капитана Тауэрса погостить у него дома пару дней. В это время доктор Осборн пытается наладить отношения со свояченицей Питера Мойрой (Рэйчел Уорд), которую когда-то бросил накануне свадьбы. Мойра не желает прощать его и тоже отправляется за город, погостить у Холмсов. По пути туда Дуайт и Мойра случайно знакомятся, позднее между ними возникает взаимное влечение. Последние сутки перед отплытием Дуайт по приглашению Мойры проводит с ней в её загородном бунгало на берегу моря.

### Вторая серия
Перед самым отплытием в Адмиралтействе узнают, что кто-то шлёт сигнал с далёкого севера. Сообщение то ли зашифровано, то ли повреждено и его не могут прочесть, однако само его существование свидетельствует о том, что теория Нордстрома верна. Заинтригованный Осборн соглашается отправиться в плавание. В море «Чарльстон» продолжает принимать повторяющийся сигнал, который идёт, как выяснилось, из Анкориджа. Сигнал содержит видеофайл, который не открывается, и текстовое сообщение, которое удаётся прочесть лишь частично — «Не отчаивайтесь, киты выжили!» Тем не менее Осборн продолжает сомневаться, он снова и снова проверяет свои расчёты, но не может найти в них изъяна. По его мнению, на севере выживших не может быть.
Прибыв в порт Анкориджа, «Чарльстон» выпускает зонд, проверить уровень излучения. Полученные данные повергают команду в шок — фон более 150 рад, это смертельный уровень. Быстро выясняется, что загадочный сигнал поступает с местного телецентра. Капитан Тауэрс решает снарядить разведывательную экспедицию. Экипировавшись противорадиационными костюмами, он и его первый помощник Нейл Хирш отправляются в город, чтобы выяснить, в чём же дело.
На поверхности моряков встречает целый, но абсолютно пустой город: занесённые снегом улицы, брошенные автомобили и полное отсутствие людей. Даже трупов нет — все умерли в своих домах. Первую жертву капитан и его помощник находят на телестудии, сидящей на стуле спиной, и вначале принимают её за живую. Это девушка, которая умерла здесь в одиночестве, приняв специальную таблетку и запив её кока-колой. В паспорте, который находят в её сумочке, написано, что она из Брисбена, и значит ей просто некуда было идти. На столе рядом с девушкой моряки видят ноутбук, который питается от солнечной батареи. Они быстро обнаруживают, что именно с него и отправлялось то самое сообщение, которое привело их в Анкоридж. Когда утром солнечный свет падал на фотоэлементы батареи, компьютер включался и автоматически отсылал сообщение. Однако из-за того, что она была под солнечным светом всего несколько минут, сообщение отправлялось некорректно и потому было нечитаемым. Само сообщение являлось записью телепрограммы о китах, которую вела эта девушка. Сама запись была сделана в момент ядерного удара по Северной Америке: картинка внезапно «прыгнула», после чего ведущей в наушник сообщили о бомбардировке. Девушка разрыдалась, а потом призналась своему парню, что любит его.
Увиденное пошатнуло дух капитана и его помощника. Возвращаясь к подлодке, вопреки мнению Хирша и несмотря на истекающий запас кислорода Тауэрс решает зайти в один из домов, который особенно сильно напоминает его собственный. Там его одолевают воспоминания о семье, постепенно переходящие в фантазии и галлюцинации. В спальне Дуайт обнаруживает хозяев: они давно умерли, приняв специальные таблетки. Наконец, помощнику Хиршу удаётся увести командира из дома, но времени потеряно слишком много и приходится торопиться. В спешке, спускаясь в моторную лодку на причале первый помощник цепляется за торчащую арматуру, рвёт спецкостюм, ранит ногу и оказывается заражен радиацией, однако, не желая ещё больше расстраивать капитана, он решает умолчать об инциденте.
Сообщив команде об увиденном в Анкоридже, капитан Тауэрс оставляет на волю подчинённых выбирать дальнейший пункт назначения. Поскольку большинство моряков родом из Сан-Франциско, принимается решение плыть именно туда.
В отличие от Анкориджа Сан-Франциско почти полностью разрушен. Руины производят сильное впечатление на экипаж и даже на Осборна. Он возмущён тем, что никто не нашёл в себе силы остановить безумие атомной войны, но помощник Хирш сообщает ему, что Дуайт Тауэрс все же сделал это. На борту «Чарльстона» были ядерные ракеты, они так и остались в ракетных отсеках, потому что капитан отказался их выпускать.
Оглядывая город в перископ, капитан обнаруживает, что один район города совсем не тронут взрывом, так как холм заслонил его от ударной волны. Акустик Бобби Свэйн узнаёт свой родной квартал; не в силах сдержать эмоции он сбегает с подлодки и отправляется в город. Его поступок провоцирует серьёзную дискуссию среди экипажа: часть подводников желает последовать примеру Бобби и умереть в родном городе, часть хочет всё-таки вернуться в Австралию, отсрочив ненадолго неизбежную смерть. Путём общего голосования принимается решение вернуться в Мельбурн. Свэйна вскоре находят, но поскольку он всё равно уже облучен и ему недолго остаётся жить, его оставляют в покое.
К моменту возвращения «Чарльстона» Мельбурн создаёт гнетущее впечатление. На улицах царит анархия: убийства, грабежи и мародёрство больше не являются чем-то экстраординарным, власти даже не пытаются контролировать ситуацию. Фактически государства больше нет, остались лишь люди, которым предстоит умереть в ближайшие дни.
Сойдя на берег, лейтенант Питер Холмс отправляется к своей семье. Капитан Дуайт Тауэрс, который был среди тех, кто хотел вернуться в Австралию, остаётся у постели умирающего от лейкемии помощника Нейла Хирша, с которым они выходили в Анкоридж. Дуайт хочет скорее увидеться с Мойрой, но не может бросить друга. Вместе с Питером в поместье Холмсов приезжает и Джулиан Осборн. Он предпринимает новые попытки вернуть Мойру и в качестве сувенира привозит ей оригинал одной из картин Ван Гога, который он украл из картинной галереи с позволения охраны. Убедив Мойру, что Дуайт предпочёл её любви военный долг, Осборну удаётся соблазнить женщину, которая так не хочет умереть в одиночестве.
На следующий день помощник Хирш умирает, и капитан Тауэрс немедленно отправляется в поместье Холмсов к Мойре. Помирившись, они вместе отправляются в бунгало Мойры возле океана, где проводят последние дни. Оставшись в одиночестве, Осборн уезжает прочь из Мельбурна на своей любимой Ferrari. Как следует разогнавшись, он отпускает руль, автомобиль на полном ходу врезается в огромный рекламный щит и взрывается. Питер и Мэри Холмс, а также их маленькая дочь Дженни, тихо умирают в своём доме, приняв специальные таблетки.
В последние дни хаос на улицах Мельбурна уступает место запустению. Горожанам власти раздают таблетки, которые помогут быстро и безболезненно умереть. Принять такие же таблетки собираются и моряки с «Чарльстона». Они последний раз выходят в море, чтобы там умереть. Это замечает Мойра которая решила провести последние дни с Тауэрсом.
Вскоре, по словам Уолта Уитмена, Австралия, последний островок жизни, становится такой же зловеще пустынной, как остальная часть планеты.

## В ролях
| Актёр                       | Роль                         |
| --------------------------- | ---------------------------- |
| Арманд Ассанте              | капитан Дуайт Лайонел Тауэрс |
| Рэйчел Уорд                 | Мойра Дэвидсон               |
| Брайан Браун                | доктор Джулиан Осборн        |
| Жаклин Маккензи             | Мэри Холмс                   |
| Грант Боулер                | лейтенант Питер Холмс        |
| Эллисон Уэббер/Тиган Уэббер | Дженни Холмс                 |
| Стив Бастони                | первый помощник Нейл Хирш    |
| Род Маллинар                | адмирал Джек Каннингем       |
| Чарльз Тингвелл             | профессор Алан Нордстром     |
| Кэвин Копэланд              | акустик Бобби Свэйн          |
| Билл Хантер                 | премьер-министр Ситон        |

## Награды и номинации
Австралийское кинематографическое общество
| Год  | Победа/Номинация | Награда                        | Категория                         | Номинант                |
| ---- | ---------------- | ------------------------------ | --------------------------------- | ----------------------- |
| 2001 | Победа           | Золотой штатив (Golden Tripod) | Телевизионная драма и мини-сериал | Оператор Мартин МакГрат |

Australian Film Institute Awards
| Год  | Победа/Номинация | Награда          | Категория          | Номинант                                                        |
| ---- | ---------------- | ---------------- | ------------------ | --------------------------------------------------------------- |
| 2000 | Победа           | AFI Award        | Лучший мини-сериал | Продюсеры Джон Эдвардс, Эррол Салливан, Джеффри Хайес, Грэг Кут |
| 2000 | Победа           | Open Craft Award | Телевидение        | Художники-постановщики Салли Шеферд, Роджер Форд                |
| 2000 | Номинация        | Open Craft Award | Телевидение        | Оператор Мартин МакГрат                                         |

Australian Guild of Screen Composers
| Год  | Победа/Номинация | Награда                       | Категория                                                     | Номинант                    |
| ---- | ---------------- | ----------------------------- | ------------------------------------------------------------- | --------------------------- |
| 2000 | Победа           | Australian Screen Music Award | Лучшая музыка в сериале или телефильме                        | Композитор Кристофер Гордон |
| 2000 | Победа           | Australian Screen Music Award | Best Original Title Theme for a Series, Serial or Mini-Series | Композитор Кристофер Гордон |
| 2000 | Победа           | Australian Screen Music Award | Лучший саундтрек-альбом                                       | Композитор Кристофер Гордон |

Cinema Audio Society, USA
| Год  | Победа/Номинация | Награда      | Категория                                                                     | Номинант                                                            |
| ---- | ---------------- | ------------ | ----------------------------------------------------------------------------- | ------------------------------------------------------------------- |
| 2001 | Номинация        | C.A.S. Award | За выдающиеся достижения в музыкальном оформлении фильма недели, мини-сериала | re-recording mixer Роберт Салливан, production mixer Джон МакКэрроу |

Премия «Золотой глобус»
| Год  | Победа/Номинация | Награда        | Категория                                                            | Номинант                                        |
| ---- | ---------------- | -------------- | -------------------------------------------------------------------- | ----------------------------------------------- |
| 2001 | Номинация        | Золотой глобус | Лучшая актриса первого плана в телевизионном фильме или мини-сериале | Исполнительница роли Мойры Дэвидсон Рэйчел Уорд |
| 2001 | Номинация        | Золотой глобус | Лучший мини-сериал или игровой фильм для ТВ                          | Фильм                                           |